# アメリカ・コラムニスト全集
アメリカ・コラムニスト全集（アメリカ・コラムニストぜんしゅう）は、東京書籍が1992年から1996年に刊行したシリーズ。

## 刊行リスト
- マンハッタンでラクダを飼う方法 ラッセル・ベイカー 著,越智道雄 訳 東京書籍 1992 (アメリカ・コラムニスト全集 ; 1)
- ママのミンクは、もういらない ノラ・エフロン 著,小沢瑞穂 訳 東京書籍 1992 (アメリカ・コラムニスト全集 ; 2)
- スタジアムは君を忘れない : マイク・ルピカ集 マイク・ルピカ 著,安岡真 訳 東京書籍 1992 (アメリカ・コラムニスト全集 ; 3)
- ワイルド・パーティへようこそ : トム・ウルフ集 トム・ウルフ 著,高島平吾 訳 東京書籍 1992 (アメリカ・コラムニスト全集 ; 4)
- 母の庭をさがして : アリス・ウォーカー集1 アリス・ウォーカー 著,荒このみ 訳 東京書籍 1992 (アメリカ・コラムニスト全集 ; 5)
- シーズン・チケット : ロジャー・エンジェル集1 ロジャー・エンジェル 著,玉木正之 訳 東京書籍 1992 (アメリカ・コラムニスト全集 ; 6)
- ビジネス・ランチをご一緒に : ロン・ローゼンバウム集 ロン・ローゼンバウム 著,畔上司 訳 東京書籍 1992 (アメリカ・コラムニスト全集 ; 7)
- グッド・ガール、バッド・ガール : アンナ・クィンドレン集 アンナ・クィンドレン 著,広木明子 訳 東京書籍 1992 (アメリカ・コラムニスト全集 ; 8)
- 今夜も映画で眠れない : ポーリン・ケイル集 ポーリン・ケイル 著,柴田京子 訳 東京書籍 1992 (アメリカ・コラムニスト全集 ; 9)
- 母の庭をさがして : アリス・ウォーカー集2 続 アリス・ウォーカー 著,葉月陽子 訳 東京書籍 1993 (アメリカ・コラムニスト全集 ; 10)
- 天国はもう満員 : ハンター・トンプソン集 ハンター・トンプソン 著,高島平吾 訳 東京書籍 1993 (アメリカ・コラムニスト全集 ; 11)
- レイク・ウォビゴンの人々 : ギャリソン・キーラ集 ギャリソン・キーラ 著,熊谷鉱司 訳 東京書籍 1993 (アメリカ・コラムニスト全集 ; 12)
- あのチキンはどこへ行ったの? : カルヴィン・トリリン集 カルヴィン・トリリン 著,佐藤知津子 訳 東京書籍 1993 (アメリカ・コラムニスト全集 ; 13)
- 戦場からリビングルームへ : マイケル・アーレン集 マイケル・アーレン 著,鈴木みどり 訳 東京書籍 1993 (アメリカ・コラムニスト全集 ; 14)
- 球場へいこう : ロジャー・エンジェル集2 ロジャー・エンジェル 著,棚橋志行 訳 東京書籍 1994 (アメリカ・コラムニスト全集 ; 15)
- アップダイクの世界文学案内 : ジョン・アップダイク集 ジョン・アップダイク 著,中尾秀博 訳 東京書籍 1994 (アメリカ・コラムニスト全集 ; 16)
- ジャズに生きる : ナット・ヘントフ集 ナット・ヘントフ 著,堀内貴和 訳 東京書籍 1994 (アメリカ・コラムニスト全集 ; 17)
- 人生はワールド・シリーズ : トマス・ボスウェル集 トマス・ボスウェル 著,アンゼたかし 訳 東京書籍 1994 (アメリカ・コラムニスト全集 ; 18)
- 60年代の過ぎた朝 : ジョーン・ディディオン集 ジョーン・ディディオン 著,越智道雄 訳 東京書籍 1996 (アメリカ・コラムニスト全集 ; 19)